# Miguel Melisseno

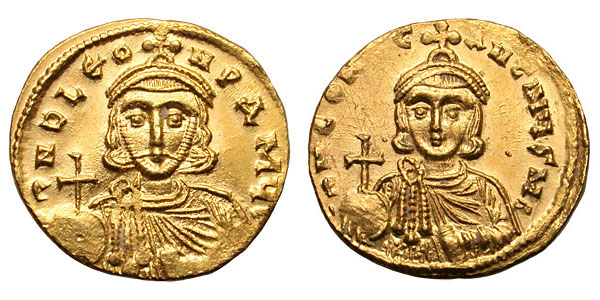
Soldo com efígie de r. e r.

Miguel Melisseno (em grego: Μιχαὴλ Μελισσηνός) foi um notável aristocrata e general bizantino durante o reinado do imperador Constantino V Coprônimo (r. 741–775).

## História
Miguel é o primeiro membro da família Melisseno a ser atestado nas fontes. Um favorito de Constantino V, foi-lhe uma irmã de nome desconhecido de Eudócia, a terceira esposa de Constantino V, em casamento. Tornando-se assim um parente do imperador, Miguel assegurou uma proeminente posição na hierarquia imperial. O casal teve ao menos um filho, Teódoto Cassitera Melisseno, que tornou-se patriarca de Constantinopla em 815–821 como Teodoro I.
Em 766/767, como parte de uma grande remodelação posta em curso com a intenção de colocar pessoas de confiança e pró-iconoclastas em posições de autoridade, Constantino V nomeou Miguel como o estratego do Tema da Anatólia, naquele tempo o mais importante e poderoso posto militar do Império Bizantino. Possivelmente neste tempo recebeu a dignidade de patrício, com a qual é designado na Crônica de Teófanes, o Confessor. Em 771, Miguel tomou parte na expedição contra um raide abássida na Isáuria. Suas tropas, contudo, foram pesadamente derrotadas e incapazes de impedir o saque da região. Nada mais se sabe sobre ele.